# Madeline Willers

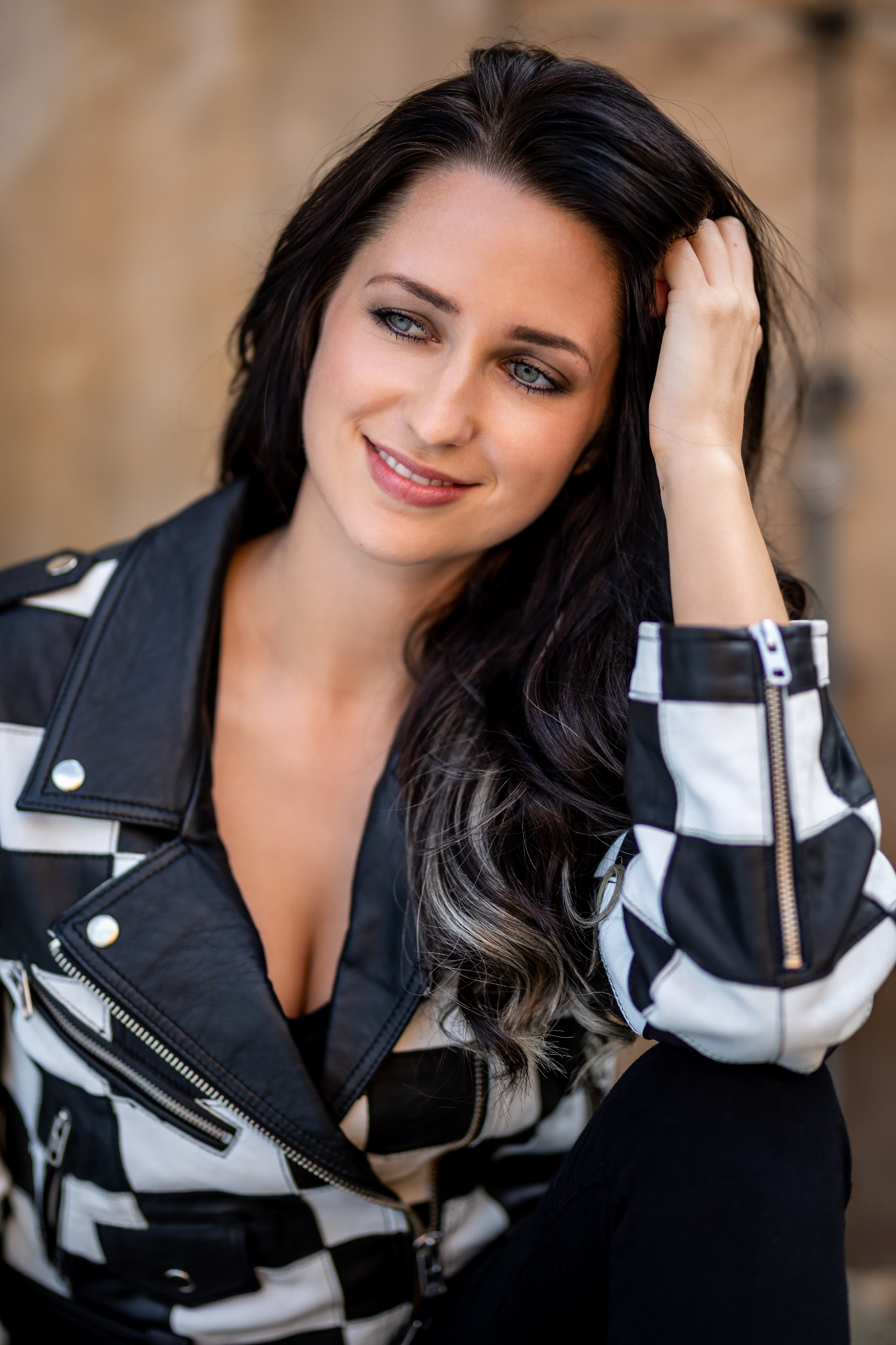
Madeline Willers (2020)

Madeline Willers (* 5. September 1994 in Backnang) ist eine deutsche Sängerin, Songwriterin und Unternehmerin, deren Repertoire deutschsprachige Titel umfasst.

## Leben und Karriere
Die Familie Willers gründete ihr eigenes Unternehmen, die Madeline Willers Music Group. Madeline  Willers hatte parallel zur Schule mehrere Jahre klassischen Gesangsunterricht. Darauf aufbauend nahm sie Pop-Gesangs- und Tanzunterricht bei verschiedenen Gesangs- und Tanzlehrern. Im Juni 2014 machte sie das Abitur.
Willers Debüt-EP-Platte Bauchgefühl erschien im November 2013 und wurde von dem Produzenten Torsten Bader produziert. 2015 veröffentlichte sie die beiden Singles Bis zum Himmel und zurück und Uns gehört die Nacht, produziert von Ivo Moring. Es folgten unter anderem Auftritte in der Stuttgarter Porsche-Arena im Vorprogramm von Andreas Gabalier oder dem dänischen DK4-Schlagerfestival.
Am 24. März 2017 erschien Willers Debütalbum Wir sind ewig, an dem sie auch als Songwriterin an verschiedenen Titeln wie Bessere Hälfte, C’est la vie und anderen mitwirkte. Nach der Veröffentlichung ihres Debütalbums tourte sie bundesweit durch verschiedene Städte.
Am 15. November 2019 erschien Willers zweites Album Glaub an Dich, das am 25. Oktober 2019 mit ihrem ersten eigenen Konzert im Künzelsauer Carmen Würth Forum mit einer großen Show-Premiere vorgestellt wurde. Wie bereits bei ihrem Debütalbum wirkte sie auch hier als Songwriterin mit.
Willers Platten werden in ihrem eigen Musiklabel Willers Records und überwiegend in ihrem eigenen Musikverlag veröffentlicht.
Willers lebt in Wüstenrot. Sie engagiert sich in ihrer Heimat als musikalische Botschafterin für den Verein für Kinder in Backnang.

## Diskografie (Auswahl)

### Alben und Extended Players
- 2013: Bauchgefühl (EP)
- 2017: Wir sind ewig
- 2019: Glaub an dich

### Singles
- 2016: Bessere Hälfte
- 2017: C'est la vie
- 2018: Eine Welt
- 2018: Es ist Zeit
- 2019: Magisch
- 2019: Nur Du und ich
- 2020: Irgendwann
- 2020: Kleines Großes Wunder

## Preise
- 2017: Apollo-Musikpreis des Schlagerportals für den Gewinn des Sommerhit Wettbewerbs mit der Single Frei wie der Wind[6]
- 2017: DDO-Chartbreaker Internet-Gold Platz 1 für den Song Bessere Hälfte[7]